# Olympische Sommerspiele 1948/Leichtathletik – Kugelstoßen (Frauen)

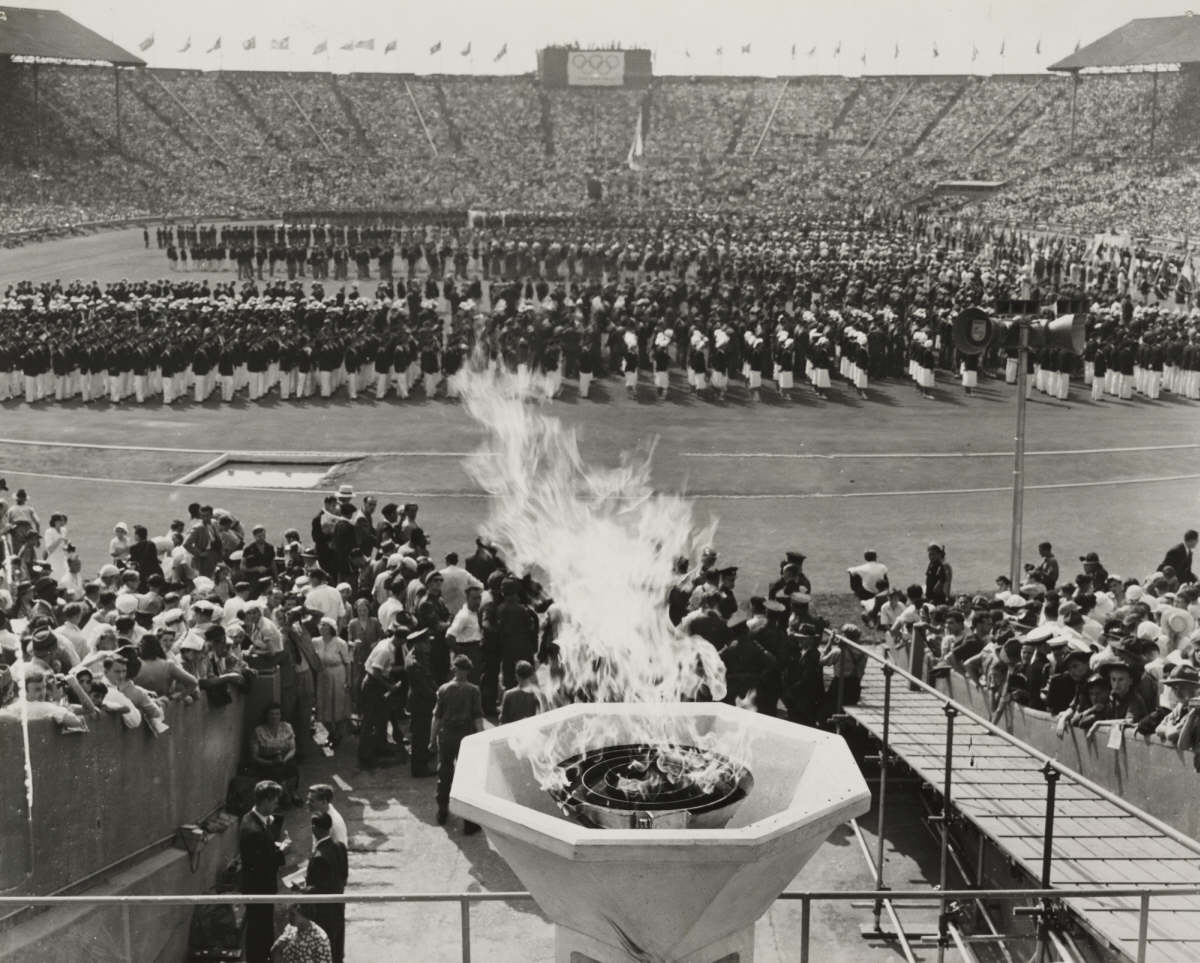
Eröffnungsfeier bei den Olympischen Spielen in London

Das Kugelstoßen der Frauen bei den Olympischen Spielen 1948 in London wurde am 4. August 1948 im Wembley-Stadion ausgetragen. Neunzehn Athletinnen nahmen an der olympischen Premiere dieser Disziplin der Frauenleichtathletik teil.
Erste Olympiasiegerin wurde die Französin Micheline Ostermeyer. Sie gewann vor der Italienerin Amelia Piccinini und der Österreicherin Ine Schäffer.

## Rekorde

### Bestehende Rekorde
| Weltrekord         | 14,38 m                                     | Gisela Mauermayer ( Deutsches Reich)        | Warschau, Polen                             | 15. Juli 1934                               |
| Olympischer Rekord | Wettbewerb erstmals im olympischen Programm | Wettbewerb erstmals im olympischen Programm | Wettbewerb erstmals im olympischen Programm | Wettbewerb erstmals im olympischen Programm |

### Erste olympische Rekorde
In diesem erstmals bei Olympischen Spielen ausgetragenen Wettbewerb gab es zweimal einen neuen olympischen Rekord:
- 13,14 m – Micheline Ostermeyer (Frankreich), Qualifikation am 4. August
- 13,75 m – Micheline Ostermeyer (Frankreich), Finale am 4. August

## Durchführung des Wettbewerbs
Die Teilnehmerinnen traten am 4. August zu einer Qualifikationsrunde an. Als Qualifikationsweite waren 12,30 Meter gefordert. Alle Athletinnen, die diese Weite erreichten oder übertrafen, qualifizierten sich für das Finale am selben Tag. Darüber hinaus wurde das Finalfeld auf Grundlage der Weiten aus der Qualifikation mit weiteren Wettbewerberinnen aufgefüllt, wenn nicht mindestens zwölf Kugelstoßerinnen die direkte Qualifikationsweite erreicht hatten. Die qualifizierten Sportlerinnen sind hellblau unterlegt.

## Qualifikation
4. August 1948, 11:00 Uhr
Anmerkungen:
- Die Reihenfolge und Weiten der Versuche in der Qualifikation sind unbekannt. Es sind auch nicht alle Bestweiten überliefert.
- Es wurde im britischen System (Fuß, Inch) gemessen, daher werden auch die halben Zentimeter angegeben.

| Platz | Name                 | Nation           | Weite    | Anmerkung |
| ----- | -------------------- | ---------------- | -------- | --------- |
| 1     | Micheline Ostermeyer | Frankreich       | 13,140 m | OR        |
| 2     | Eivor Olson          | Schweden         | 12,620 m |           |
| 3     | Bevis Reid           | Großbritannien   | 12,570 m |           |
| 4     | Anni Bruk            | Österreich       | k. A.    |           |
| 4     | Jaroslava Komárková  | Tschechoslowakei | k. A.    |           |
| 4     | Paulette Laurent     | Frankreich       | k. A.    |           |
| 4     | Ingeborg Mello       | Argentinien      | k. A.    |           |
| 4     | Amelia Piccinini     | Italien          | k. A.    |           |
| 4     | Marija Radosavljević | Jugoslawien      | k. A.    |           |
| 4     | Ine Schäffer         | Österreich       | k. A.    |           |
| 4     | Marianne Schläger    | Österreich       | k. A.    |           |
| 4     | Paulette Veste       | Frankreich       | k. A.    |           |
| 13    | Elizabeth Müller     | Brasilien        | 11,870 m |           |
| 14    | Frances Kaszubski    | USA              | 11,310 m |           |
| 15    | Ans Panhorst-Niesink | Niederlande      | 11,180 m |           |
| 16    | Dorothy Dodson       | USA              | 11,055 m |           |
| 17    | Elspeth Whyte        | Großbritannien   | 10,755 m |           |
| 18    | Liv Paulsen          | Norwegen         | 10,200 m |           |
| 19    | Margaret Birtwistle  | Großbritannien   | 09,740 m |           |

## Finale
4. August 1948, 17:00 Uhr
Anmerkungen:

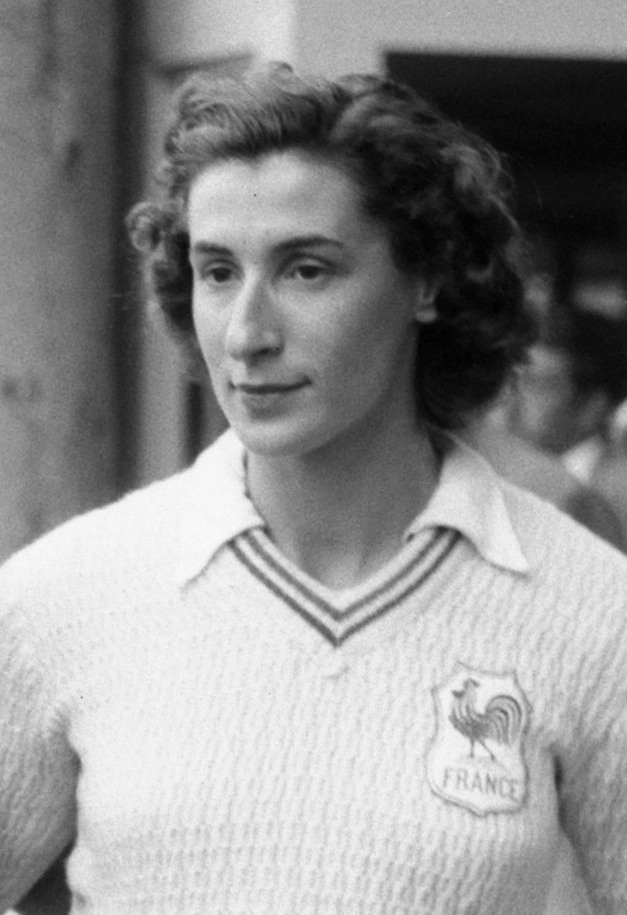
Micheline Ostermeyer – nach Gold im Diskuswurf zum zweiten Mal Olympiasiegerin, Bronze gab es später noch im Hochsprung

- Die Versuchsserien sind nicht bekannt, nur die jeweiligen Bestweiten sind übermittelt.
- Es wurde im britischen System (Fuß, Inch) gemessen, daher werden auch die halben Zentimeter angegeben.

| Platz | Name                 | Nation           | Bestweite | Anmerkung |
| ----- | -------------------- | ---------------- | --------- | --------- |
| 1     | Micheline Ostermeyer | Frankreich       | 13,750 m  | OR        |
| 2     | Amelia Piccinini     | Italien          | 13,095 m  |           |
| 3     | Ine Schäffer         | Österreich       | 13,080 m  |           |
| 4     | Paulette Veste       | Frankreich       | 12,985 m  |           |
| 5     | Jaroslava Komárková  | Tschechoslowakei | 12,920 m  |           |
| 6     | Anni Bruk            | Österreich       | 12,500 m  |           |
| 7     | Marija Radosavljević | Jugoslawien      | 12,355 m  |           |
| 8     | Bevis Reid           | Großbritannien   | 12,170 m  |           |
| 9     | Ingeborg Mello       | Argentinien      | 12,085 m  |           |
| 10    | Paulette Laurent     | Frankreich       | 12,030 m  |           |
| 11    | Eivor Olson          | Schweden         | 11,840 m  |           |
| 12    | Marianne Schläger    | Österreich       | 11,775 m  |           |

Drei Französinnen, unter ihnen Micheline Ostermeyer, die auch als Hochspringerin, Diskuswerferin und Sprinterin antrat, und drei Österreicherinnen belegten die Hälfte der Finalstartplätze. Nicht dabei waren die Athletinnen aus der Sowjetunion, die hier mit besten Chancen angetreten wären. So war die amtierende Europameisterin Tatjana Sewrjukowa am Finaltag des olympischen Kugelstoßwettbewerbs bei einem Wettkampf in Moskau aktiv und erzielte dort einen Weltrekord, der die Siegesweite dieser Spiele in London um 84 Zentimeter übertraf. Sowjetische Sportlerinnen und Sportler nahmen nicht teil, weil es in ihrem Land noch kein eigenes Olympisches Komitee gab. Micheline Ostermeyer wurde Olympiasiegerin mit der olympischen Rekordweite von 13,75 m. Nach dem Diskuswurfsieg war dies bereits ihre zweite Goldmedaille in London. Die weiteren Medaillengewinnerinnen Anna Piccini und Ine Schäffer übertrafen gerade noch die 13-Meter-Marke. Alle weiteren Teilnehmerinnen blieben unter dieser Weite.
Micheline Ostermeyer war gleichzeitig eine weltbekannte Pianistin. Ihre Karriere als Musikerin setzte sie nach Beendigung ihrer sportlichen Laufbahn noch lange fort.

## Videolinks
- The London 1948 Olympic Film Part 2 - Olympic History, Bereich 9:58 min bis 12:16 min, youtube.com, abgerufen am 29. Juli 2021
- Micheline Ostermeyer - Discus, Shot Put & Artist | London 1948 Olympics, youtube.com, abgerufen am 29. Juli 2021
- Micheline Ostermeyer : del piano al podio olímpico, youtube.com, abgerufen am 24. August 2017